# Пікало Наталія Миколаївна
Ната́лія Микола́ївна Пікало — сержант Збройних сил України, учасниця російсько-української війни, що відзначилася у ході російського вторгнення в Україну в 2022 році.
Обіймає посаду медичної сестри приймального відділення клініки невідкладної медичної допомоги (та прийому і евакуації) військово-медичного клінічного центру північного регіону (військової частини А3306) в м. Харкові.

## Нагороди
- Орден княгині Ольги III ступеня (2022) — за особисту мужність і самовіддані дії, виявлені у захисті державного суверенітету та територіальної цілісності України, вірність військовій присязі[2].